# Старикова Ганна Віталіївна
Ганна Віталіївна Старикова (нар. 20 листопада 1985, Київ) — український політик, член ВО «Батьківщина». Голова Київської обласної ради з 10 листопада 2015 по 17 травня 2019 року.

## Біографія
У 2007 р. закінчила денне відділення Української академії зовнішньої торгівлі за фахом «Міжнародне право».
У 2010 р. отримала другу вищу освіту в Київському національному університеті ім. Вадима Гетьмана за спеціальністю «Економіка підприємництва».
З 2007 по 2012 рр. — помічник-консультант народного депутата України VI-го скликання Костянтина Бондарєва.
У 2012 р. була переведена на посаду помічника-консультанта народного депутата VII-го скликання Костянтина Бондарєва в зв'язку з переобранням.
З березня по вересень 2014 р. працювала першим заступником голови Київської обласної державної адміністрації.
Старикова двічі балотувалася на посаду мера міста Обухів (у 2012 та 2015).
У 2014 р. — кандидат в народні депутати від «Батьківщини» (№ 60 у партійному списку)..
Заступник голови Київської обласної організації ВО «Батьківщина»..